# Липањска гибања
Липањска гибања су југословенски документарни филм из 1969. године. Режирао га је Желимир Жилник. Припада остварењима црног таласа.

## Радња
Филм се бави Студентским демонстрацијама у јуну 1968. у Југославији. Први дио филма садржи свједочења учесника демонстрација, студената који говоре о томе како их је тукла милиција. Остатак филма приказије саме демонстрације на којима студенти говоре о слободи штампе и цензури, док завршницу чини наступ глумца Стеве Жигона, који пред студентима изводи дио комада Георга Бихнера „Дантонова смрт“, у коме наступа као Робеспјер са његовим говором на суђењу Дантону. Жигонов наступ представља кулминицију приказа студентских демонстрација током кога сви студенти скандирају.
| „                                                        | Порочан човек је политички непријатељ слободе. Одмах ћете разумети моје речи ако помислите на људе који су некад становали у поткровљу, а данас се возе у кочијама и блудниче са бившим маркизама и баронесама. Кад гледамо како се законодавци народни размећу пороцима и расипништвом некадашњих дворана, приређују раскошне гозбе, држе послугу, носе скупоцена одела, оштро истичу свој уметнички укус, како помало већ усвајају правила отменог понашања, када гледамо како се ови маркизи и грофови револуције коцкају, када њих гледамо, с правом се можемо упитати – јесу ли они опљачкали народ? Нема споразума, нема примирја са људима који су мислили само како да опљачкају народ, надајући се да ће то пљачкање остати некажњено! Нема споразума, нема примирја са људима за које је република представљала шпекулацију, а револуција – занат! | ” |
| — Стево Жигон у улози Робеспјера, Липањска гибања (1969) | |   |

## Улоге
| Глумац             | Улога |
| ------------------ | ----- |
| Стево Жигон        |       |
| Драгољуб Мићуновић |       |
| Драгољуб Војнов    |       |